# 1839.
◄ | 18. stoljeće | 19. stoljeće | 20. stoljeće | ►
◄ | 1800-ih | 1810-ih | 1820-ih | 1830-ih | 1840-ih | 1850-ih | 1860-ih | ►
◄◄ | ◄ | 1836. | 1837. | 1838. | 1839. | 1840. | 1841. | 1842. | ► | ►►
Arhitektura • Astronomija • Biologija • Fotografija • Glazba • Kazalište • Kemija • Kiparstvo • Knjige • Književnost • Kršćanstvo • Meteorologija • Medicina • Politika • Pravo • Promet • Slikarstvo • Šport • Znanost • Željeznički promet

## Događaji
- Objavljena je prva hrvatska drama ilirskog razdoblja "Juran i Sofija ili Turci kod Siska" autora Ivana Kukuljevića Sakcinskog

## Rođenja
- 3. ožujka – Jamsetji Tata, indijski industrijalac († 1904.)
- 7. ožujka – Ludwig Mond, englesko-njemački kemičar i industrijalac († 1909.)
- 16. ožujka – Sully Prudhomme, francuski književnik († 1907.)
- 21. ožujka – Modest Petrovič Musorgski, ruski skladatelj († 1881.)
- 5. studenog – Adam Mandrović, hrvatski kazališni glumac i redatelj († 1912.)

## Smrti
- 1. srpnja – Mahmud II., turski sultan († 1785.)
- 21. prosinca – Andrija Dũng-Lạc, vijetnamski svetac (* oko 1785.)

## Vanjske poveznice
|  | Zajednički poslužitelj ima još gradiva o temi 1839. |